# Beaumont-en-Verdunois
 Beaumont-en-Verdunois  es una población y comuna francesa, en la región de Lorena, departamento de Mosa, en el distrito de Verdún y cantón de Charny-sur-Meuse.

## Administración
Se trata de una de las seis comunas de Mosa que quedaron totalmente o casi totalmente destruidas en la Primera Guerra Mundial y que no fueron reconstruidas. Oficialmente se las trata como  mortes pour la France  (caídas por Francia). Se administran mediante consejos municipales de tres miembros, nombrados por el prefecto del departamento. Uno de los tres miembros ejerce de alcalde, con las mismas prerrogativas que el de las comunas ordinarias, excepto en el voto senatorial, del que no dispone.

## Demografía[1]
| 169 | 289 | 316 | 343 | 389 | 393 | 388 | 386 | 365 | 333 | 310 | 269 | 274 | 277 | 260 | 233 | 2 | 215 | 197 | 186 | 0 | 0 | 24 | 0 | 0 | 0 | 0 | 0 | 0 | 0 | 0 | 0 | 0 | 0 |
| Para los censos de 1962 a 1999 la población legal corresponde a la población sin duplicidades (Fuente: INSEE [Consultar]) |     |     |     |     |     |     |     |     |     |     |     |     |     |     |     |   |     |     |     |   |   |    |   |   |   |   |   |   |   |   |   |   |   |